# Scetticismo metodologico
Lo scetticismo metodologico (dubbio metodologico o metodico) è una corrente di pensiero filosofica, nell'ambito della gnoseologia, nata nel contesto del razionalismo e dell'empirismo moderno, in particolare a partire da Cartesio. Il dubbio metodico differisce dal dubbio scettico che è invece un dubitare per dubitare e nel quale il dubbio è fine a sé stesso per la totale sfiducia nelle qualità dell'uomo. Mentre gli scettici greci dubitavano effettivamente della possibilità di avere una conoscenza vera della realtà (specie in ambito metafisico), lo scetticismo metodologico si differenzia da questa corrente perché usa il dubbio solo come metodo per mettere alla prova le conoscenze in nostro possesso e giungere così a certezze più difficilmente dubitabili.

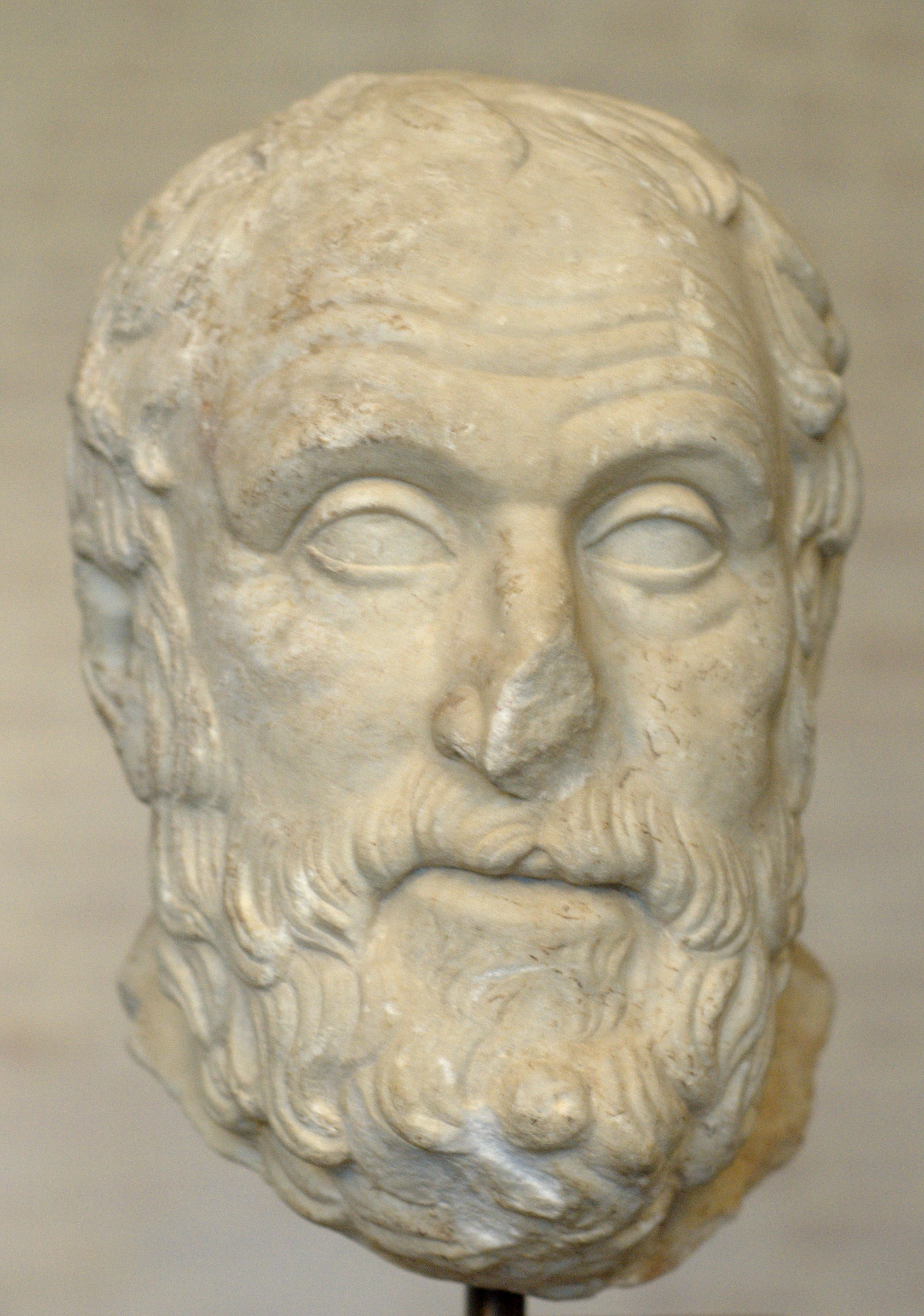
Carneade di Cirene, uno degi esponenti dello scetticismo metodologico

Esso funge da "prova del fuoco" e solo le conoscenze che sopravvivono a questa verifica possono essere considerate assolutamente vere ovvero classificabili come certezze. In questo modo lo strumento dello scetticismo metodologico non nega affatto la possibilità di conoscenza vera, come invece sosteneva lo scetticismo greco. Lo scetticismo metodologico si può considerare erede del Rasoio di Occam e precursore del falsificazionismo di Karl Popper. In Cartesio lo scetticismo metodologico si dimostra uno strumento razionalista per giudicare il valore di una conoscenza empirica: egli individua la fine del dubbio in ciò che è evidente ovvero l'evidenza è il primo punto del suo metodo gnoseologico.

## Descrizione

### Verità, certezza, evidenza
Come molti pensatori posteriori all'età classica, anche Cartesio fu profondamente influenzato dalla lettura del trattato sugli Elementi del matematico e geometra greco Euclide. Dopo tale esperienza si convinse dell'esistenza di verità certe e del fatto che tutte le verità certe sono evidenti come le costruzioni euclidee, nelle quali ognuno può verificare visivamente ogni proposizione sulla figura geometrica seguendo la dimostrazione passo per passo.
I ragionamenti della filosofia precedente a Cartesio non hanno lo stesso livello di certezza delle dimostrazioni euclidee in quanto non si tratta di verità evidenti: il procedimento di astrazione con il quale era stata costruita gran parte della filosofia aristotelico-tomistica e un processo di analisi e di sintesi che per l'individuazione di un'essenza e per il suo successivo riconoscimento presupporrebbe di osservare a priori tutte le manifestazioni in un dato spazio e/o tempo (per riconoscere l'essenza di uomo occorrerebbe prima aver osservato tutti gli uomini, oppure l'intera vita di un singolo uomo, evento poco probabile). Non potendosi realizzare tale osservazione sistematica, le verità ricavate attraverso il tradizionale procedimento di astrazione restano soggette a un margine di dubbio, non sono certo dimostrabili come quelle Euclidiche. Pertanto, Cartesio rigetta buona parte della filosofia a lui precedente.
Del ceppo aristotelico-tomistico considera evidenze, accetta e non pone in discussione, da Aristotele il principio di non contraddizione e dalla filosofia scolastica l'argomento ontologico di Anselmo d'Aosta che saranno strumenti del suo lavoro successivo.
Dunque Cartesio decide di darsi un metodo, il metodo dell'evidenza, con l'obiettivo di capire meglio cosa è l'evidenza o verità certa e di trovare tutte le certezze possibili. Anche il metodo sperimentale del suo contemporaneo Galileo Galilei apparve a Cartesio inadatto come criterio per la fondazione-definizione della certezza e della sua successiva applicazione per trovare tutte le verità certe.
Tale metodo scientifico presupponeva ancora di misurare e vedere applicarsi un fenomeno con un elevato numero di volte in diversi spazi e/o tempi, sebbene non più come il metodo aristotelico dell'astrazione di vedere un manifestarsi in tutti i casi di un dato spazio o di un dato tempo (tutti gli uomini di un'epoca o tutti gli eventi nella vita di un uomo). Se l'obiettivo è di non accontentarsi di certezze sommarie e giungere a una certezza assoluta, tuttavia al dubbio sta un maggiore valore filosofico che non nel passato.
Cartesio è portato dal suo metodo a dubitare di tutto, anche del mondo che abbiamo di fronte; ma possiede un'altrettanta radicata convinzione che deriva dal principio di non contraddizione per cui la verità è innegabile e pure che una qualche verità deve esistere, sebbene non si sappia ancora dove, dovendosi mettere in dubbio l'esistenza stessa del mondo. Ciò genera una tensione culturale che cerca di risolvere questa contraddizione nella convinzione che la verità non contraddittoria e le due proposizioni non possono essere entrambe vere.

### Il dubbio metodico
La struttura razionale al tempo stesso semplice delle dimostrazioni di geometria euclidea che rapidamente risalivano da pochi principi alla deduzione delle realtà più complessa, spingevano Cartesio a pensare che ogni conoscenza concreta sia il prodotto di una determinata logica individuabile con un metodo implicito e valido per ricavare qualunque tipo di conoscenza.
Dalla lettura degli Elementi di Euclide nasceva la convinzione che le verità certe apparivano evidenti alla ragione, senza bisogno di ulteriori dimostrazioni e che il loro fondamento fosse il principio di non-contraddizione. Partendo dal presupposto di non poter fondare sperimentalmente la certezza, come era invece nella prassi dalla quale muoveva il suo contemporaneo Galileo Galilei, intuisce la necessità di una riflessione sul fondamento della certezza: il valore di un dubbio metodico, previsto dal metodo cartesiano, è proprio quello di trovare tale fondamento.
L'esistenza di una molteplicità di modi dai quali è possibile dedurre verità, suggerisce che ciascuno ha un suo metodo per formare le proprie certezze: dunque, il metodo è una proposta e non l'imposizione di un metodo di ricerca della verità. Cartesio sostiene che la sua è solo uno dei possibili mezzi e che ciascuno rimane libero di adottare il proprio, ma davanti a risultati soddisfacenti che esso dimostrava se ne rendeva opportuna l'adozione.
Come altri pensatori nelle varie epoche della geometria euclidea ammirava profondamente la verificabilità del ragionamento dimostrativo a ogni passaggio su una figura geometrica e quindi il fatto che le dimostrazioni potessero instaurare una concatenazione logica di evidenze prime alla ragione facilmente verificabili le une indipendentemente dalle altre: così nella logica Cartesiana la dimostrazione non serve tanto a fondare una certezza quanto a collegare proposizioni indipendenti che la ragione già considerava certe in un pensiero discorsivo ad hoc che ne facilita la memorizzazione (il collegamento delle idee faciliterebbe una loro accettazione).
Consiglia a qualunque individuo razionale di darsi un metodo e nella ricerca del metodo più adatto a sé stesso di passare necessariamente per una fase di crisi in cui dubita di tutto tra cui l'esistenza stessa e del mondo che ha davanti: questa negazione delle verità più evidenti non è un impoverimento dell'io, ma una crisi necessaria all'acquisizione di maggiori certezze. Sottoponendo ogni propria idea al vaglio della ragione, confrontandola con le altre realtà dimostrate di cui si dispone già, porta a falsificare e ad escludere tutte quelle prive di fondamento.

### Il dubbio iperbolico
La dottrina aristotelica delle essenze e, più in generale, l'intero quadro aristotelico scolastico della certezza, cadono in prescrizione e non sono più efficaci davanti alle regole rigide dell'evidenza cartesiana: l'essenza aristotelica è un meccanismo complesso in quanto consta di un'analisi e di una sintesi necessarie a definire l'esistenza di un uomo. Queste, per raggiungere il loro fine, dovrebbero considerare tutti gli uomini esistenti nel mondo e in ogni epoca così da poterne correttamente astrarne l'essenza di uomo. Ma tale sarebbe un evento poco probabile, occorre dunque una definizione riguardante la "certezza" che parta dall'alto, distaccandosi dalla realtà spaziale e che possa in seguito essere ad essa estesa, ossia un criterio per definire l'evidenza e addestrare le essenze umane, a partire dall'osservazione di un singolo uomo, sino ad essere esteso alla realtà spaziale di ogni individuo.
In mancanza di tale metodo, le essenze che applichiamo alla realtà sensibile, sono volubili. Dovrebbe sorgere il dubbio sull'ingannamento dei nostri sensi. Lo scetticismo "metodico" di Cartesio è ancora più radicale dello scetticismo antico che affermava la natura contraddittoria del reale senza però mai giungere a metterne in dubbio la stessa esistenza.

### Il "Cogito ergo sum"
Con questa frase gli storici della filosofia attribuiscono a Cartesio la rifondazione della filosofia moderna dopo la crisi della Scolastica. L'io sarebbe l'evidenza prima della ragione sulla quale fondare ogni altra certezza: il fatto stesso che sto pensando mentre leggo tale frase è la prova della mia esistenza quanto meno riguardo al "cogito".
Cartesio arriva ad affermare l'identità di contenuto fra il cogito e il nostro essere che in prima analisi coincide con ciò che noi pensiamo di noi stessi.
Rimane, comunque, il dubbio iperbolico sull'esistenza del mondo esterno e del nostro stesso corpo: questo dubbio mostra che non siamo noi a produrre le nostre sensazioni. Ciò richiederebbe l'esistenza di un altro essere cosciente (che Cartesio chiama Dio, ma che è differente in diversi aspetti dalla tradizione teologica e scolastica) che sia creatore di tale mondo.
Risolto il dubbio dell'esistenza del mondo, viene sciolto quello della veridicità e non illusorietà delle nostre sensazioni con la considerazione che tale divinità è amore per sua natura e non può ingannare. Dio farebbe dunque apparire ai nostri sensi il mondo creato così come lui lo pensa e come lo ha creato (in questo passaggio utilizza il suo bagaglio di tre anni di studi scolastici e l'argomento ontologico di Anselmo d'Aosta che Cartesio per la sua brevità, semplicità e importanza considerava un'evidenza prima paragonabile alle dimostrazioni euclidee).
In questo modo si delinea un universo cosciente composto di tre entità (il cogito che saremmo noi in quanto pensiero, successivamente il mondo e poi Dio: ciò che chiamiamo mondo è l'intersezione spaziale ed estesa, ossia res extensa, fra due entità pensanti di pura forma e nessuna materia, l'io e Dio, che non sono estensibili; mentre sono estensibili e può quindi crescere l'intersezione-coscienza che uno ha dell'altro e che costituisce lo spazio esteso.